# إيوان تيموفتي
إيوان تيموفتي (بالرومانية: Ion Timofte)‏ هو لاعب كرة قدم روماني في مركز الوسط، ولد في 16 ديسمبر 1967 في Anina ‏ في رومانيا. شارك مع منتخب رومانيا لكرة القدم. أما مع النوادي، فقد لعب مع بولتيهنيكا تيميسوارا ونادي أوتيلول ريشيتا ونادي بوافيشتا ونادي بورتو.

## وصلات خارجية
- إيوان تيموفتي على موقع قاعدة بيانات كرة القدم.إي يو (الإنجليزية)
- إيوان تيموفتي على موقع ناشيونال فوتبول تيمز (الإنجليزية)
- إيوان تيموفتي على موقع عالم كرة القدم.نت (الإنجليزية)